# Casa de Gobierno (Karachi)
La Casa de Gobernador de Sindh localizado en Karachi, Sind, Pakistán.
La Casa de Gobierno fue construida en 1843 por el Sir Charles James Napier cuando los británicos anexionaban Sindh. La Casa de Gobierno vieja era construida originalmente por el Sir Charles James Napier por su propio uso pero el Gobierno de India lo compraba de él cuándo se marchaba en 1847 después del cual era ocupado por Comisario de Sindh. Entonces se sabía como residencia oficial del Comisario de Sindh.
La construcción de Casa de Gobernador actual empezaba en el año 1936. El primer Gobernador de Sindh Sir Lancelot Graham ponía piedra de fundación en el 2 de noviembre de 1939. Hacia el Sir de Ceremonia de Fundación Lancelot Graham expresaba necesitar para una Casa nueva como la Casa de Gobierno anterior (La Casa de Gobierno de Napier) estaba en la condición dilapidado y ya no seguro para habitación.
Se esperaba que el nuevo edificio costara 700.000 rupias y se tenía que completar en dos años. En 1939 Movimiento de Independencia era en lo alto campo cuando el Sir Lancelot Graham llegaba a vivir en ello. Era considerado adecuado por el gobernador y el Gobierno de India que una ceremonia de apertura sencilla se debería considerar en lugar de una gran inauguración.
Después del Sir Lancelot Graham, el Sir Hugh Dow y el Sir Frances Mudie gobernaban a Sindh de aquí. El 7 de agosto de 1947, el Padre del Nación, Baba-e-Qaum Muhammad Ali Jinnah residía en este domicilio monumental y prestigioso hasta que respiraba el suyo por última vez el 11 de septiembre de 1948.
R.T. Russel, el arquitecto célebre de su tiempo y un asesor oficial del Gobierno de India diseñaban el edificio. Se usaba piedra de vestido de Gizri local para mansionario y plinto, se traía piedra de Dholpur de Bruli. El diseño concebía un edificio de dos historia que se impone con piedra vestida y rayos de RCC y trozos. Una gran mansión, se establecía entre una finca grande, midiendo 32 acres de tierra y estando diseñado en una forma de plan de U.
Todas las mañanas un contingente inteligente de guardas alzan la bandera nacional y los sonidos de bugle. El edificio contiene tres alas. La suite ocupada por Baba-e-Qaum Muhammad Ali Jinnah y Fatima Jinnah se llama Suite Real, que se utiliza visitando Jefes de Estado, Gobierno y otros VVIPs. La Sala de Darbar a menudo aparece en la prensa nacional y los medios de comunicación electrónicos donde juramento que toma ceremonias son sostenidos. Sala de Darbar contiene un trono histórico que se hacía específicamente por el Rey Eduardo VII del Reino Unido durante su visita de India como Príncipe de Gales en 1876 y era utilizado también por Su Reina de Majestad Mary durante la coronación Darbar del Rey Emperador George the Vth en Delhi en 1911. Esta sala era fundamentalmente un salón de baile, que se utilizaba también para|por audiencia pública. Los árboles altos y el césped verde exuberante rodean el edificio. El césped principal y terraza son parte de nuestra historia. Era aquí en la terraza ese juramento que tomaba ceremonia del Baba-e-Qaum Muhammad Ali Jinnah tenía lugar, instalándolo como el primer General de Gobernador de Pakistán. En esta terraza para los Generales de Gobernador, los Presidentes y los Gobernadores de Sindh han estado llevando saludos sobre días nacionales como los contingentes de guardas marchan por delante.
Una reliquia más graciosa como expuesta cerca de la entrada a Sala de Darbar es un pedazo de Ghilaf-e-Ka'aba donado por el rey Faisal de Arabia Saudita, que se encierra en un marco de vaso.
El nombre de la Casa del Gobernador actual cambiaba muchas veces. Lo requería la fila y posición de uno que llegaba a vivir o funcionar en ello. Durante el periodo de estancia del Baba-e-Qaum Muhammad Ali Jinnah, se sabía como la casa del General de Gobernador y se continuaba llamando así hasta el 26 de marzo de 1956, cuándo el General de Gobernador Iskander Mirza era elegido primer Presidente de la República Islámica de Pakistán. La Casa seguidamente se empezaba a llamar la Casa de Presidente. Después de julio de 1970, el nombre se convertía en la Casa de Gobernador una vez que Una Unidad se disolvía y las Provincias se reanimaban. La Casa contiene retratos de los Generales de Gobernador, los Presidentes que vivían aquí o servían como Gobernador de Sindh.